# Gröna tåget
Gröna tåget is de bijnaam voor een Zweedse hogesnelheidstreinstel van het type X50 van de Noord-Zweedse treinvervoerder Botniatåg AB, die een dochteronderneming van Arriva is.
Het treinstel heeft alleen een tweede klas en kan maximaal 301 km/h rijden, maar mag tijdens dienst slechts 180 km/h. Het treinstel heeft gereden op alle lijnen van het Nortåg-netwerk, met uitzondering van 335 (Umeå-Sundsvall) en 62 (Umeå-Lycksele). Het treinstel doet dienst op lijn 60 tussen Umeå en Luleå.